# Rötliche Saugbarbe
Die Rötliche Saugbarbe (Garra rufa; auch Kangalfisch oder Knabberfisch), englisch doctor fish, ist ein bis zu 14 Zentimeter großer Schwarmfisch aus der Familie der Karpfenfische (Cyprinidae). Charakteristisch ist eine rötliche Färbung der Schwanzflosse. Sie lebt in Bodennähe fließender Süßgewässer im Bereich des Fruchtbaren Halbmondes.
Der Biologe Johann Jakob Heckel erwähnte die Tierart 1843 erstmals wissenschaftlich, und zwar unter dem Synonym Discognathus rufus. Als Doktorfisch bekannt wurde Garra rufa durch die Anwendung zu therapeutischen und kosmetischen Zwecken beim Menschen, wobei er zum Abknabbern verhornter Hautpartien vor allem der Füße genutzt wird.

## Vorkommen und Diversität
Die Rötlichen Saugbarben kommen in manchen fließenden Süßgewässern im Jordan-, im Orontes-, im Euphrat-Tigris-System sowie in einigen Küstenflüssen Nordsyriens und der südlichen Türkei vor. Bekannt wurde vor allem eine Population aus der Region Kangal in der Türkei, wonach sie auch benannt wird.
In Kangal leben sie natürlicherweise in durchschnittlich 35 °C warmen, sehr nährstoffarmen Gewässern (Thermalquellen). Das Wasser des Tigris-Flusses im Südosten der Türkei ist reich an Schwermetallen mit besonders hohen Konzentrationen an Co, Cu, Ni, Pb, V und Zn in den Flusssedimenten. Auch die dort gefundenen Fische hatten erhöhte Werte hinsichtlich Cu, Ni und Zn. Die Belastung kann geochemischen Ursprungs sein, sie könnte aber auch von der Ergani-Kupferhütte entstammen.
Da sie disjunkt vorkommen, treten die Rötlichen Saugbarben entsprechend genetisch diversifiziert auf.
Der diploide Chromosomensatz beträgt 2n = 44.

## Verhalten
Unter den natürlichen nährstoffarmen Bedingungen weiden die Fische das Periphyton ab, das ist der Aufwuchs aus kleinen grünen Algen an Steinen und Pflanzen. Ohne Scheu schwimmen sie zum Beispiel auf Menschen zu und knabbern die aufgeweichten oberen Hautschichten ab. Mitunter wird von Versuchspersonen dieser Vorgang auch als „Anstupsen“ der betroffenen Hautstellen beschrieben. Hierbei lösen sich Hautpartikel und werden von den Fischen gefressen.
Auffallend sind die zahlreich über die Fische verteilten Geschmacksknospen an Lippen, Seiten, Bauchseite, Stirnbereich, Kiemendeckel und allen Flossen, besonders dicht an Lippen, Stirnbereich, Pektoral- und Analflossen. Ihnen wird eine bedeutsame Rolle bei der Nahrungssuche zugeordnet.

## Ichthyotherapie und Hautpflege

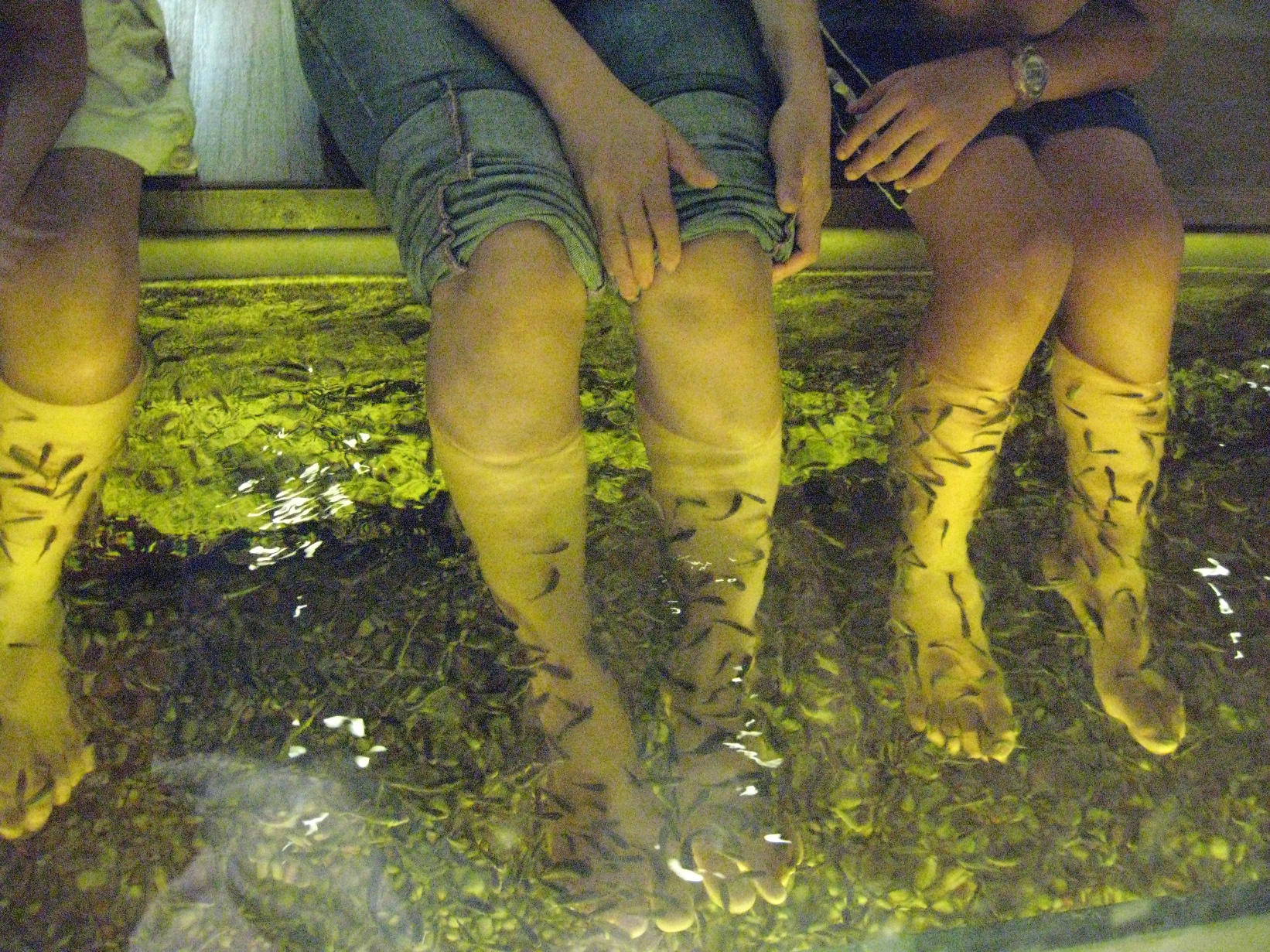
Fußbehandlung mit Saugbarben

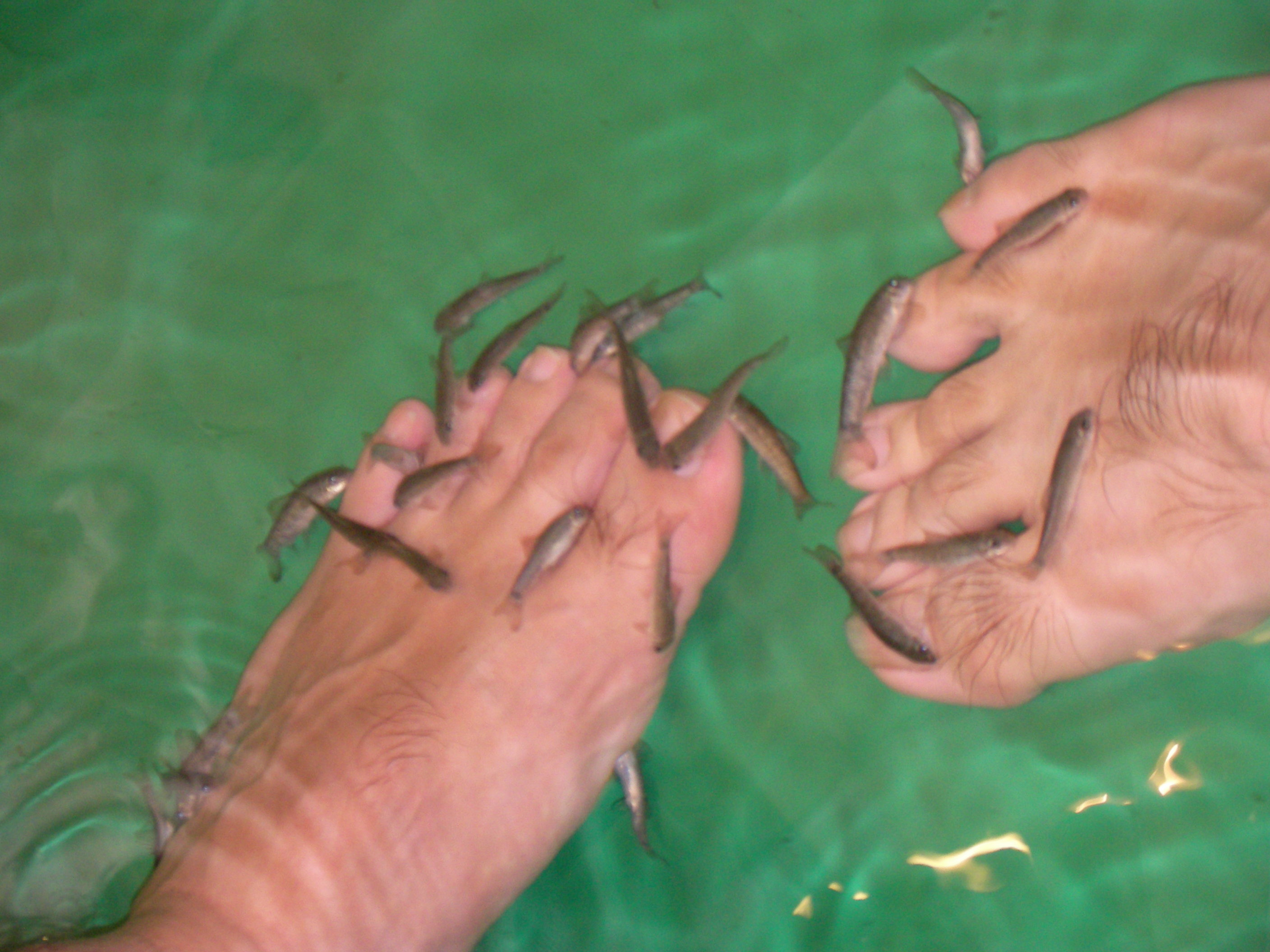
Saugbarben beim Entfernen von Hautschuppen

Die Rötliche Saugbarbe wird alternativmedizinisch in der sogenannten Ichthyotherapie (altgriechisch ἰχθυς ichthys, deutsch ‚Fisch‘ und altgriechisch θεραπεία therapeia, deutsch ‚Dienen, Bedienung, Dienstleistung, Pflege der Kranken‘) der Schuppenflechte (Psoriasis) eingesetzt. Die Behandlung findet durch Exponieren der betroffenen Hautstellen in einem Becken mit ca. 150 Fischen pro Patient statt.
Eine Pilotstudie ohne Kontrollgruppe, veröffentlicht in Evidence-based Complementary and Alternative Medicine, ließ die Autoren Grassberger und Hoch 2006 zu dem Schluss kommen, dass Ichthyotherapie in Kombination mit einer kurzzeitigen UVA-Bestrahlung eine Therapieoption für Patienten mit der Schuppenflechte (Psoriasis vulgaris) sein könnte. Als einen wahrscheinlichen Wirkungsmechanismus sehen die Autoren das Abtragen der hyperkeratotischen Plaques durch die eingesetzten Fische. Daneben werden die angewendete UVA-Bestrahlung und psychologische Mechanismen diskutiert. Randomisierte und kontrollierte, prospektive Studien wären nach Auffassung der Autoren für eine genauere Erklärung der im österreichischen Therapiezentrum beobachteten Reduzierung des PASI-Score erforderlich.
Berichte, in denen von der Absonderung eines Dithranol-haltigen Sekretes durch die Fische berichtet wird, sind unzutreffend, da es sich bei Dithranol um eine synthetisch hergestellte Substanz handelt, die als Medikament in der Medizin gegen Psoriasis eingesetzt wird. Unwahrscheinlich sind auch Berichte, nach denen beim „Knabbern“ der Fische an der menschlichen Haut Speichel in die Haut injiziert wird. Die Kiefer der Garra rufa scheinen in anatomischer Hinsicht diesen Vorgang nicht zu ermöglichen.
Die Fische werden auch zu kosmetischen Zwecken in der Fußpflege eingesetzt („Fischpediküre“). Berichte über medizinische Erfolge der Rötlichen Saugbarben und über verjüngende oder hautreinigende Funktion des „Knabberns“ haben zu einem Boom des Handels mit den kleinen Karpfenfischen geführt. Man kann sie inzwischen in Deutschland, Österreich und der Schweiz kaufen oder auch mieten. Dort sind sie als Kangalfische oder Knabberfische bekannt. Andernfalls kann man in Thermen oder Bädern mit eigenem Bestand Kuren buchen. In der Türkei sollen Krankenkassen Zuzahlungen zu Behandlungen im Heimatgebiet der Fische gewähren.

### Gesundheitliche Risiken
Die Anwendung der Rötlichen Saugbarbe am Menschen birgt infektionshygienische Risiken.

#### Bakterienübertragung
Bakterielle Krankheitserreger können von einem Patienten über die Fische auf andere Patienten übertragen werden, vor allem Aeromonas, Pseudomonas und Mykobakterien, neben weiteren. Aeromonas spp. und Pseudomonas spp. können auf Schleimhäuten der Fische wachsen. Staphylococcus spp. und Streptococcus spp. wachsen nur auf geschädigten Schleimhäuten der Fische. Enterobakterien befallen die Fische nicht, können aber über das Wasser übertragen werden. Mycobacterium marinum kann in verschiedenen Fischgeweben wachsen und übertragen werden. Mycobacterium piscium kann natürlicherweise in den Fischen vorkommen und kann nach Übertragung auf Patienten diese befallen. Auch der Öffentliche Gesundheitsdienst Mecklenburg-Vorpommern (ÖGD M-V) verweist darauf, dass zum Beispiel Erysipelothrix spp., Mycobacterium marinum und Vibrio vulnificus von Fischen auf den Menschen übertragen werden können. Fisch-spezifische Streptokokken (Streptococcus agalactiae) wurden in Rötlichen Saugbarben nachgewiesen, die gegen einige Antibiotika resistent waren. Ob sie Menschen infizieren können, ist unbekannt.
Ungeklärt ist, ob Haut- oder Blut-Keime des Menschen über die Fische von einer Person zu einer anderen Person weitergegeben werden können.

#### Virale Infektionen
Ein fischspezifisches Birnavirus, das bekannt wurde, kann den Menschen nicht infizieren. Humane RNA-Viren können im Fisch jedoch einige Minuten überdauern und kurzfristig auf andere Patienten übertragen werden. Humane DNA-Viren werden im Fischorganismus nicht virulent und werden nicht übertragen.

#### Risikominderung
Mit den Übertragungsrisiken wird in den mitteleuropäischen Therapiezentren unterschiedlich umgegangen: Entweder werden die Fische bei mehreren Patienten eingesetzt und zwischen zwei Einsätzen einer Quarantäne unterzogen oder sie werden nach der Behandlung getötet, um jegliches Risiko der mikrobiologischen Übertragung von Krankheitserregern durch die Fische auf den Menschen auszuschließen. Allerdings sei laut ÖGD M-V ungeklärt, welchen Effekt die zeitlich begrenzte Quarantäne der Fische auf das Mensch-zu-Mensch-Übertragungsrisiko hat, zumal bei bestimmten Blutkontaktinfektionen eine lange Inkubationszeit besteht.
Wissenschaftler der britischen Health Protection Agency (HPA) schätzten im Oktober 2011 das Infektionsrisiko bei einer „Fischpediküre“ als insgesamt „wahrscheinlich sehr gering“ ein, sofern geeignete Hygienevorschriften beachtet werden. Die Arbeitsgruppe folgerte, dass Kunden mit geschwächtem Immunsystem oder Hintergrunderkrankungen, einschließlich Diabetes und Psoriasis, wahrscheinlich ein erhöhtes Infektionsrisiko hätten. Die Fischpediküre sei für solche Kunden nicht empfehlenswert, die Anbieter sollten auf das Bewerben dieser Gruppe verzichten.

### Rechtliche Bewertung
Aufgrund der internationalen Popularität steht der Export der Rötlichen Saugbarbe in der Türkei inzwischen unter Strafe.
Das Landesamt für Natur, Umwelt und Verbraucherschutz Nordrhein-Westfalen weist darauf hin, dass Garra rufa als Wirbeltier nach deutschem Tierschutzgesetz uneingeschränkt geschützt ist. Eine gewerbsmäßige Haltung zu kosmetischen und Wellness-Zwecken sei nach dieser Auffassung nicht erlaubnisfähig, weil durch die Haltung den Fischen unvermeidbare Schmerzen, Leiden und Schäden zugefügt würden, die mit einem vernünftigen Grund nicht in Einklang zu bringen seien. Rechtlich seien Kangalfische beim Einsatz am Menschen, ähnlich den Medizinischen Blutegeln oder Fliegenmaden zur Behandlung von Wunden, als Arzneimittel zu sehen. Würden sie zur Linderung oder Heilung von Krankheiten eingesetzt, sei eine Heilpraktikererlaubnis erforderlich.
Die Einstufung als Arzneimittel wird vom Landesamt für Gesundheit und Soziales Mecklenburg-Vorpommern und vom Sächsischen Staatsministerium für Soziales und Verbraucherschutz mitgetragen. Anträge auf Züchtung von Garra rufa zu Therapiezwecken sind laut Landesuntersuchungsanstalt für das Gesundheits- und Veterinärwesen im Freistaat Sachsen von der zuständigen Arzneimittelüberwachungsbehörde zu bearbeiten; Gesundheitsämter sollen keine Genehmigung zur Anwendung der Kangalfische erteilen. Das hessische Umweltministerium verbot Mitte Januar 2012 die gewerbliche Nutzung von Kangalfischen mit Hinweis auf den Tierschutz. Auch in Bayern und Baden-Württemberg gibt es ähnliche Regelungen.
Das Verwaltungsgericht Gelsenkirchen hat am 15. Mai 2014 geurteilt (16 K 5116/12), dass der Einsatz der Fische in einem Friseurstudio einen Nutzen für den behandelten Kunden bewirken kann, der ein eventuelles Leiden der Fische deutlich übersteigt. Auch das Verwaltungsgericht Köln hat mit Urteil vom 16. Juli 2015 (13 K 1281/14) entschieden, dass der Einsatz der Garra rufa als „Knabberfische“ in einem Kosmetikstudio bei Einhaltung bestimmter Auflagen tierschutzgerechter Haltung entsprechen und damit zulässig sein kann. Die Erteilung von Auflagen ist ein geeignetes und weniger einschneidendes Mittel, um eine tierschutzgerechte Haltung sicherzustellen.
Das Schweizer Bundesamt für Veterinärwesen (BVET) empfiehlt in einer Fachinformation aus dem Februar 2012 den Vollzugsbehörden, Gesuche nach Nutzung von Kangalfischen zu kosmetischen Zwecken abzulehnen und beruft sich dabei auf den Artikel 3 Buchstabe a und Artikel 4 Absatz 2 des Tierschutzgesetzes. Eine solche Nutzung würde im Zuge der Güterabwägung als „Missachtung der Würde des Tieres“ beziehungsweise „übermäßige Instrumentalisierung“ gewertet. Der Nutzen für den Menschen sei geringer zu gewichten als die Belastung für die Fische. Im Zusammenhang mit der Nutzung der Fische komme es zwangsläufig zu Stresssituationen, verbunden mit einem beträchtlichen Verletzungsrisiko, insbesondere beim Umsetzen der Tiere.
In einigen Staaten der USA wurde der Einsatz von Garra rufa zur „Fischpediküre“ wegen Hygienebedenken verboten.

## Andere Nutzung durch den Menschen
Die Fische werden heute nicht mehr als Nahrungsquelle betrachtet, dienten dazu aber in der Steinzeit Neandertalern und frühen anatomisch modernen Menschen im Jordantal des heutigen Israel.

## Anthropogene Bedrohung
In einzelnen Vorkommen werden oder wurden die Fische vom Menschen gesammelt, um sie zur Ichthyotherapie außerhalb ihrer Heimatgewässer einzusetzen und zu verkaufen. Einzelne Vorkommen in der Türkei wurden daher unter Schutz gestellt. Eine weitere Gefährdung rührt von der Wasserverschmutzung (Eutrophierung) durch Industrie und Landwirtschaft her. Eine andere Bedrohung stellen vom Menschen verursachte Faunenveränderungen durch invasive Arten dar, die die Rötliche Saugbarbe örtlich oder regional verdrängen können, wie der südamerikanische Pterygoplichthys disjunctivus (Weber, 1991) im Asi-Fluss der Türkei.